# إيجل كابيتال للاستثمارات المالية
إيجل كابيتال للاستثمارات المالية هي شركة تأسست عام 2016 وغير مقيدة في البورصة المصرية. وفقا لبي بي سي، تشير تقارير صحفية محلية إلى أن إيجل كابيتال تتبع جهة حكومية «سيادية». وأشار مدى مصر أنها مملوكة لجهاز المخابرات العامة المصرية. ترأس مجلس إدارة الشركة وزيرة الاستثمار السابقة داليا خورشيد.
تستهدف الاستحواذ على شركات كبرى في مجالات مختلفة خاصة العاملة في مجال الإعلام. تشبه الشركة الصناديق الاستثمارية فيما يتعلق بنشاطها، حيث تستحوذ على بعض الكيانات والمؤسسات من أجل تطويرها وبيعها مرة أخرى والاستفادة من الاستثمار فيها.

## الكيانات التابعة
- إعلام المصريين

## رؤساء الشركة
- داليا خورشيد